# 名城食品
名城食品株式会社（めいじょうしょくひん、Meijo Shokuhin Co.,Ltd.）は、愛知県知多郡阿久比町に本社を置く製麺会社。チルド麺の製造・販売を行っている。

## 沿革
- 1973年（昭和48年）8月27日 - 名古屋市緑区に「名城食品株式会社」を設立。
- 1997年（平成9年）2月 - 小倉工場を閉鎖。
- 2002年（平成14年）5月 - 現在の住所に本社を移転。旧本社は登記上の本店として残る。
- 2006年（平成28年）2月 - 東京営業所および仙台出張所を閉鎖。

## 事業所
- 本店（愛知県名古屋市緑区）
- 本社／名古屋営業所／名古屋工場（愛知県知多郡阿久比町）
- 大阪営業所（大阪府摂津市）
- 滋賀工場（滋賀県栗東市）
- 下関営業所／下関工場（山口県下関市）

## 主な商品
- 名城の焼そば
- 名城の塩焼そば
- 名城の味付けスパゲッティ
- 名城のうどん
- 名城のそば
- 名城の焼うどん
- 名城のきしめん
- 名城の中華楼（ちゃんぽん・焼きそば用太麺）
- 名城の冷し中華
- 太そば
- 2食宇治茶そば（京都府産宇治茶を使用）
- 3食瓦焼そば（山口県下関市の瓦そばを商品化）
- 3食ピリ辛瓦焼そば

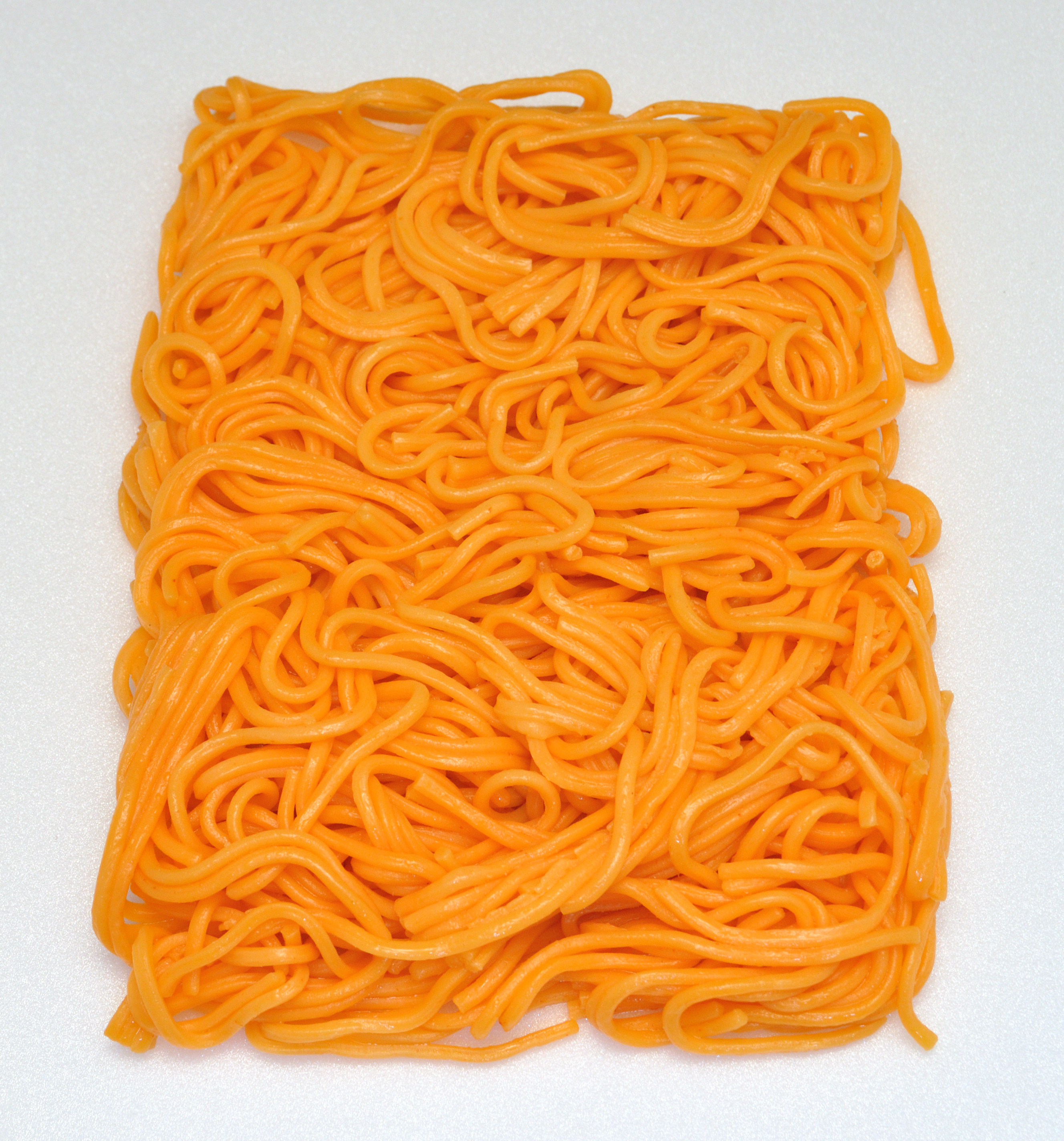
味付けスパゲッティ
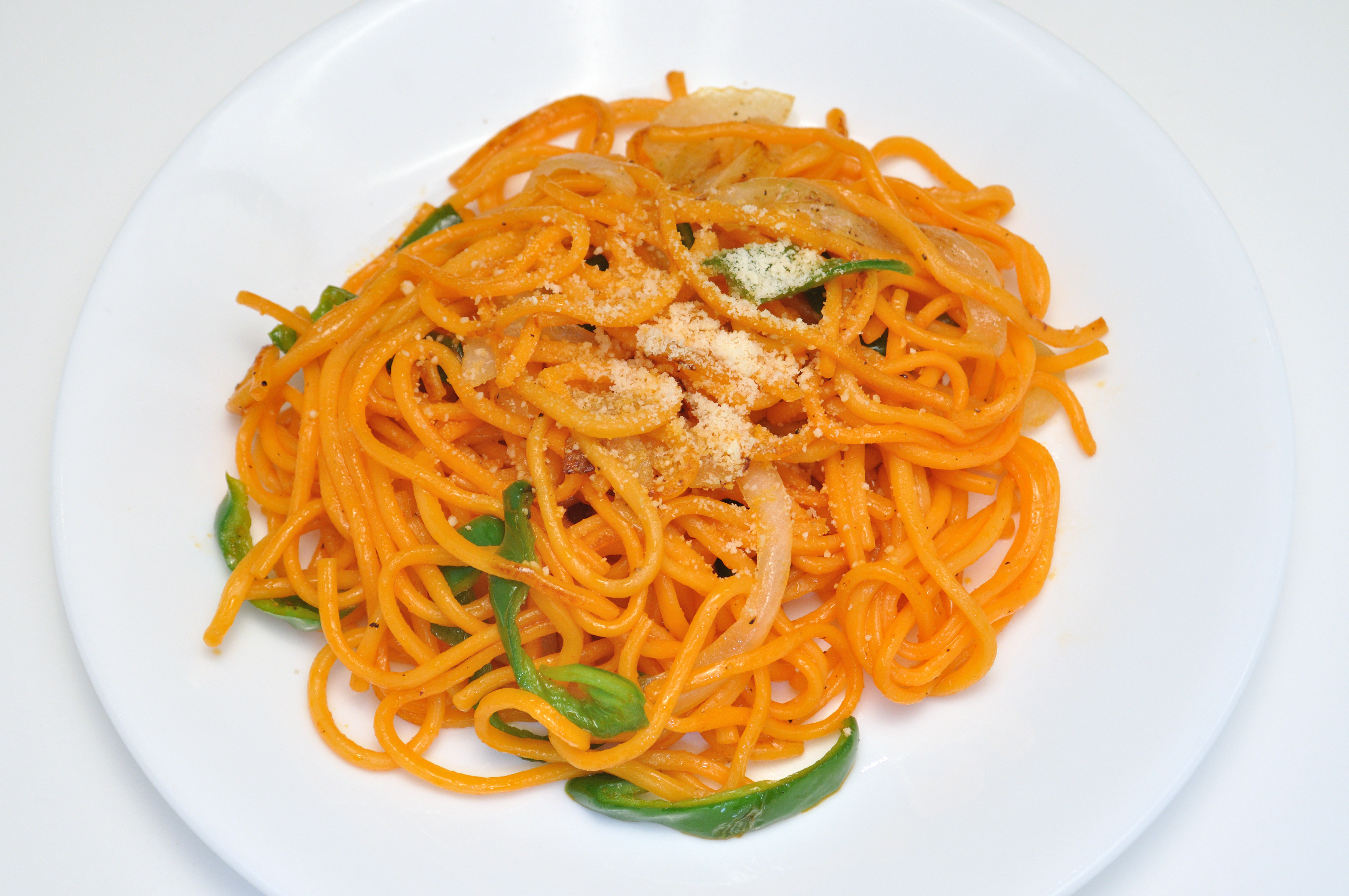
味付けスパゲッティの調理例

## 関連会社
- 尾張製粉株式会社
- 大和食品工業株式会社
- 有限会社三浦製麺
- 株式会社苫食
- 株式会社北海道名城